# 登米町寺池
登米町寺池（とよままちてらいけ）は、宮城県登米市にある大字であり、旧登米郡寺池村、登米郡登米村の一部、登米郡登米町寺池に相当する。登米町寺池は住所上の表記であり、登記上の表記は登米町登米字寺池（とよままちとよまあざてらいけ）となっている。中世では葛西氏の城下町として、近世では登米伊達家の城下町として繁栄した地である。

## 地理
登米市の中央部、登米地域（旧登米郡登米町）の西部に所在し、北上川の西岸に位置する。東部は北上川を挟んで登米町大字日根牛と、北部は登米町日野渡と、西部は登米町小島と、南部は豊里町と接する。
亀ヶ下や細谷の一帯に低湿地が分布する。
地質的には、寺池の南部の丘陵地帯はほぼ全域に二畳系の地層（登米層）が分布しており、寺池の北部の平地は沖積層が分布している。

### 河川
- 北上川

### 小字
仙台法務局登米支局の「登米市登記所備付地図データ」（2024年10月5日時点）およびデジタル庁公表のアドレス・ベース・レジストリの「宮城県町字マスターデータセット」（2024年8月13日時点）および運輸局公表の「東北運輸局宮城運輸支局住所コード表」（2024年11月1日時点）によれば、登米町寺池（登米町登米字寺池）の小字は以下の通りである。
なお、本項では運輸局住所コード表や登米市HPなどで用いられている「登米町寺池○○」の形式ではなく、町字マスターおよび登記上の表記にならって「登米町登米字寺池○○」の形式で小字名を記す。
| 大字       | 小字             | 出典         | 出典         | 出典 |
| 大字       | 小字             | 町字マスター | 運輸局コード | 登記 |
| ---------- | ---------------- | ------------ | ------------ | ---- |
| 登米町登米 | 字寺池亀ケ下     | ○            | ○            | ○    |
| 登米町登米 | 字寺池金沢山     | ○            | ○            | ○    |
| 登米町登米 | 字寺池金谷       | ○            | ○            | ○    |
| 登米町登米 | 字寺池銀山       | ○            | ○            | ○    |
| 登米町登米 | 字寺池九日町     | ○            | ○            | ○    |
| 登米町登米 | 字寺池荒町       | ○            | ○            | ○    |
| 登米町登米 | 字寺池細谷       | ○            | ×            | ○    |
| 登米町登米 | 字寺池桜小路     | ○            | ○            | ○    |
| 登米町登米 | 字寺池三日町     | ○            | ○            | ○    |
| 登米町登米 | 字寺池渋江       | ○            | ○            | ○    |
| 登米町登米 | 字寺池上町       | ○            | ○            | ○    |
| 登米町登米 | 字寺池前舟橋     | ○            | ○            | ○    |
| 登米町登米 | 字寺池中町       | ○            | ○            | ○    |
| 登米町登米 | 字寺池鶴ケ埣     | ○            | ○            | ○    |
| 登米町登米 | 字寺池鉄砲町     | ○            | ○            | ○    |
| 登米町登米 | 字寺池道場       | ○            | ○            | ○    |
| 登米町登米 | 字寺池馬場埣     | ○            | ○            | ○    |
| 登米町登米 | 字寺池八丁田待井 | ○            | ○            | ○    |
| 登米町登米 | 字寺池辺室山     | ○            | ○            | ○    |
| 登米町登米 | 字寺池目子待井   | ○            | ○            | ○    |

#### 明治期の小字
登米町誌によると明治19年頃の寺池村の小字は以下の通りである。
- 上町
- 荒町 - 戦前まで鍛冶屋や米屋、魚屋などが多く栄えていた[13]。
- 三日町
- 九日町
- 中町 - 町の中間をなすところにあったことが由来とされる[13]。
- 金谷
- 道場山 - 中世より修験の場所と霊場であったことから道場山と名付けられた[14]。
- 銀山
- 金沢山
- 鉄砲町
- 八丁田待井
- 桜小路
- 馬場𡉻
- 前舟橋
- 目子待井 - 八幡宮の神田であったことから御供待井と称されていたのが訛り、目子待井となった。
- 辺室山 - かつてはここに兵士がよく屯していたことから、屯山と呼称されていたのが訛って「へむろ山」となり、それに漢字が当てられて辺室山となった[15]。
- 渋江 - 葛西清重の故郷である葛飾郡渋江（現在の東京都葛飾区東立石・四つ木・東四つ木の各一部[16]）によく似ていたことから命名された[15]。
- 鶴ヶ𡉻 - 雁や鶴が舞い降りて餌をあさっていたことから名付けられた[9]。「鶴ヶ𡉻の落雁」として登米八景の一つに指定されていた[9]。
- 九九田
- 細谷
- 亀の下

#### 安永期の小字・屋敷名
安永風土記によると1774年（安永3年）4月時点での寺池村（登米伊達家家中屋敷も含む）の小字（小名）・屋敷名は以下の通りである。
- 道場山
- 上之山
- 中山
- 下り松 - 往古、枝葉垂れ下がり奇形の松があったころから命名された[14]。
- 大苗代 - 古くは御苗代と呼ばれ、日根牛熊野神社の祭田の苗代があったことに由来する[19]。
- 雨沼 - かつて死刑場が置かれた[20]。
- 姥神沢[注 2] - 葛西家が滅亡したとき、葛西家に仕えた姥が若殿を抱き、難を逃れようとしたが敵兵に見つかり、姥は若殿を刺し、自害したという故事が由来であるとされる。
- 金沢
- 塩釜 - 阿部某なる者がこの地に塩釜神社を祀ったということが由来とされる[19]。
- 目子待井[注 3]
- 馬場𡉻 - 馬場であったことから命名された[9]。藩政期には囚獄の場であった[9]。
- 相野屋待井
- 部室
- 川原毛待井
- 渋江
- 鶴ヶ𡉻
- 十八出
- 八丁田待井
- 亀ケ下
- 細谷
- 我津郷 - 我津とはヨシの意であるため、ヨシの生い茂る場所であったということが由来とされる[14]。
- 八幡崎
- 前小路
- 後小路
- 桜小路
- 舘の下
- 上町
- 鉄山 - 往古、この地で鉄を掘ったということに由来する[21]。
- 中の町[注 4]
- 下町
- 西小路
- 前舟橋
- 後舟橋丁
- 鉄砲町
- 金谷丁
- 六軒丁 - 1645年（正保2年）に伊沢留守の屋敷跡を8軒に割った際、そのうちの6軒を以って六軒丁が成立。後に上町の一部となる
- 新町 - 元和年中に足軽丁として新しく作られた[14]。
- 八丁田
- 部室山
- 亀ヶ下八幡
- 牛房坂[注 5] - 鉄山の西にあった明了寺という寺院の僧坊が5軒あったことから五坊坂と命名され、次第に牛房坂となったとされる[14]。
- 銅谷丁 - 鉄山で掘った鉄鉱を製した場所であったことが由来である[21]。
- 蛭沢丁
- 御小人丁
- 新町屋敷 - 元和年間、町の西に新町が置かれたので、その後、荒町と改称した[13]。
- 三日町屋敷
- 九日町屋敷
- 中町屋敷
- 金谷屋敷

#### 小字・小名の変遷
以下は小字・小名の変遷である。なお、小字および小名の対応は厳密なものではない。
| 2024年現在 | 1886年時点 | 1774年時点                                                     |
| ---------- | ---------- | -------------------------------------------------------------- |
| 荒町       | 荒町       | 新町屋敷                                                       |
| 三日町     | 三日町     | 三日町屋敷                                                     |
| 九日町     | 九日町     | 九日町屋敷                                                     |
| 中町       | 中町       | 中町屋敷                                                       |
| 金谷       | 金谷       | 金谷屋敷、金谷丁                                               |
| 桜小路     | 桜小路     | 前小路、後小路、中の町、下町、桜小路、舘の下、西小路、御小人丁 |
| 上町       | 上町       | 上町、鉄山、六軒町、牛蒡坂                                     |
| 前舟橋     | 前舟橋     | 前舟橋丁、後舟橋丁、新町、我津郷                               |
| 鉄砲町     | 鉄砲町     | 鉄砲町、八丁田                                                 |
| 道場       | 道場       | 道場山、上の山、中山、下り松                                   |
| 金沢       | 金沢       | 姥神沢、塩釜、金沢                                             |
| 目子待井   | 目子待井   | 目子待井                                                       |
| 馬場𡉻     | 馬場𡉻     | 馬場𡉻、相野屋待井                                             |
| 辺室山     | 辺室山     | 部室山、部室、八幡埼                                           |
| 渋江       | 渋江       | 渋江、川原毛待井                                               |
| 鶴ケ𡉻     | 鶴ケ𡉻     | 鶴ケ𡉻                                                         |
| 八丁田待井 | 八丁田待井 | 八丁田待井                                                     |
| 亀ケ下     | 亀ケ下     | 亀ケ下                                                         |
| 細谷       | 細谷       | 細谷、我津郷                                                   |
| 銀山       | 銀山       | 大苗代、雨沼                                                   |
| （無番地） | 九九出     | 高梨、十八出                                                   |
| （無番地） | （不明）   | 亀ケ下八幡、銅谷丁、蛭沢丁                                     |

### 地価
2024年（令和6年）の公示地価によれば、下記の登米町寺池の宅地および宅地見込み地における地価は次の通りである。なお、公示地価は不動産登記簿の表記に則り、登米町寺池は登米町登米字寺池と表記されている。
都道府県地価調査
- 登米町登米字寺池上町25番5（登米-1） : 11,500円/m2
- 登米町登米字寺池鉄砲町22番1（登米-2） : 12,100円/m2
- 登米町登米字寺池九日町55番1（登米5-1） : 14,900円/m2

## 歴史
東北地方の覇権を握っていた奥州藤原氏が源頼朝に滅ぼされ、奥州藤原氏の旧領には源頼朝の家臣である関東の武者たちが配置された。その武者の一人、葛西清重は奥州総奉行（留守職）に任命され、胆沢郡・磐井郡・牡鹿郡を支配した。その後、葛西氏は領土を拡張し、栗原郡・登米郡・遠田郡などをも支配するようになった。そして葛西氏は、東に北上山地、西に湿原、南北に連続する丘陵があり、北上川が近くを流れ、交通の便の良い寺池の地を本拠地として選んだ。
南北朝時代になり、葛西宗清・貞清親子は南朝方として戦に馳せ参じるために本拠地を石巻に移した。しかし、葛西高清などの寺池に残った者は北朝方を支持していたため、石巻に移った葛西家と寺池に残った葛西家で対立が生じた。現に寺池を含む仙北地域の板碑のほとんどが北朝方の年号を採用している。なお、貞清の子孫は石巻へと住み続け、寺池の本家としばらく対立し続けた。
1590年（天正18年）、豊臣秀吉が葛西晴信に対し、小田原征伐への参陣、つまり豊臣への臣従を要求するも、領内での反乱の対処に追われていたことや老臣らの保守的な態度が原因となって葛西晴信は参陣しなかった。その結果、奥州仕置により寺池城は落城、葛西家は滅亡し、寺池を含む旧葛西領は豊臣秀吉の家臣である木村吉清の支配を受けることとなった。吉清は寺池城を本拠地として当地を支配した。しかし、吉清の統治に対する反発から、葛西大崎一揆が勃発し、吉清は寺池城を捨て、木村清久とともに佐沼城に籠城した。木村吉清らは伊達政宗・蒲生氏郷に救助されたが、一揆の責任を問われ、改易させられ、寺池の地は主のいない荒涼とした土地になった。
慶長9年（1604年）になり、和賀一揆加勢の責任を問われた白石宗直が領主として、水沢より寺池に移った。当時の寺池は戦乱や北上川・迫川の氾濫のため荒れ果てており、寺池城も大破荒廃していたとされる。そのため、宗直はまず城下町の整備、河川改修、新田開発を行った。葛西氏の旧臣を招致して家中の列に加えて、離散した民を招撫し、商いをする者を集めて市舎を開き、その結果、家臣をはじめとした人々が城下に集まり、寺池は軒を並べる賑わいとなった。なお、士農工商の身分の別が厳しく、商家は新町・三日町・九日町・中町・金谷の五ヶ町に居住を限られ、武家も家中丁に限られた。
元禄郷帳によれば村高は1,034石余、安永風土記によれば村高は101貫余（田代86貫余、畑代14貫余）、人頭237、家数400、人数1,729、馬35、御石艜2、渡世艜4、北上川渡船1、薪取草刈通用小舟4、鮭漁かっこ船11 。

### 沿革
- 建久5年4月（1194年） - 葛西清重が平泉から寺池に居を構える[41]。
- 慶長9年12月29日（1604年） - 白石宗直が領主として寺池に入る[36]。
- 慶長10年12月26日（1605年） - 白石宗直が寺池城に居を構える[42]。
- 慶長11年（1606年） -城下町の丁区整理[40][36]。臣庶の家屋敷として桜小路や鉄砲町など10ヶ丁、町屋敷として三日町や九日町など5ヶ町を設けた[40]。
- 寛文2年（1662年） - 金沢丁が設置される[19]。
- 寛文4年（1664年） - 我津郷丁が設置される[14]。
- 天明7年2月11日（1787年3月30日） - 町中で大火災がおこり、中町通りから九日町にかけて80軒が焼ける[43]。
- 明治元年12月7日（1869年1月19日）- 土浦藩土屋挙直の支配を受ける[44]。
- 明治2年
  - 3月28日（1869年5月9日） - 涌谷県の管轄下におかれる[44]。
  - 8月7日（1869年9月12日） - 登米県の管轄下におかれる[44]。
- 明治3年（1870年） - 廃仏毀釈の煽りを受け、鉄川山覚乗寺が廃寺となる[45]。
- 明治4年
  - 11月2日（1871年12月13日） - 一関県の管轄下におかれる[44]。
  - 12月13日（1872年1月22日） - 水沢県の管轄下におかれる[44]。
- 1873年（明治6年）11月27日 - 寺池村が日野渡村・小島村・日根牛村と合併し、登米村が成立[44] [18]。
- 1875年（明治8年）11月28日 - 県庁が一関へと移転し、磐井県の管轄下におかれる[44][46]。
- 1876年（明治9年）4月18日 - 宮城県の管轄下におかれる[44]。
- 1887年（明治20年）8月 - 佐沼警察署登米分署が改称され、登米警察署が設置される[47]。
- 1889年（明治22年）4月1日 - 登米村が町制を施行し、登米町となる[18]。
- 1916年（大正5年） - 宮城商業銀行登米派出所が開設[48]。
- 1919年（大正8年）9月4日 - 宮城商業銀行登米派出所が登米支店となる[48]。
- 1921年（大正10年）10月5日 - 仙北鉄道登米線が全線開通し、登米駅が営業開始[49]。
- 1927年（昭和2年）12月31日 - 宮城商業銀行登米支店が七十七銀行登米支店となる[50]。
- 1952年（昭和27年）5月29日 - 振興相互銀行登米支店が開設[51]。
- 1958年（昭和33年） - 裁判所が桜小路に新築移転[52]。
- 1961年（昭和36年） - 登米懐古館落成[53]。
- 1973年（昭和47年）11月1日 - 目子待井に登米町公民館が新築落成[54]。
- 1980年（昭和55年）4月7日 - 石巻商工信用組合登米支店登米支店が開設[55]。
- 1987年（昭和62年）10月17日 - 警察資料館開館[52]。
- 1990年（平成2年）8月2日 - 皇太子の徳仁親王が当地を訪れ、登米高等尋常小学校校舎を視察[56]。
- 2005年（平成17年）4月1日 - 登米町が登米郡迫町、同郡東和町、同郡中田町、同郡豊里町、同郡米山町、同郡石越町、同郡南方町、本吉郡津山町と合併し、寺池は登米町寺池となる。
- 2011年（平成23年）3月11日 - 東北地方太平洋沖地震発生。家屋が被害を被る[57]。

### 地名の由来
安永風土記には
とあり、居館続きの林の中に小池があったため寺池と命名されたとされる。現に、「御居館続御林」なる地域にあたる鉄山に小池が所在しており、また昔、鉄山の西に真珠院明了寺という寺院が存在していたことが判明しているため、「寺」と「池」を合わせて寺池の地名が生じたのだと考えられている。いずれにせよ、高野山五大院記録には
とあるので鎌倉時代初期から寺池の地名があったということが明らかになっている。

## 人口・世帯数
2020年（令和2年）10月1日現在の世帯数と人口は以下の通りとなる。
| 小字   | 世帯    | 男      | 女      | 外国人 | 人口    |
| ------ | ------- | ------- | ------- | ------ | ------- |
| 上町   | 196世帯 | 278人   | 274人   | 8人    | 552人   |
| 桜小路 | 170世帯 | 228人   | 280人   | 1人    | 508人   |
| 前舟橋 | 227世帯 | 285人   | 300人   | 1人    | 585人   |
| 鉄砲町 | 168世帯 | 248人   | 254人   | 2人    | 502人   |
| 金沢山 | 33世帯  | 48人    | 92人    | 0人    | 140人   |
| 金谷   | 25世帯  | 36人    | 29人    | 0人    | 65人    |
| 道場   | 13世帯  | 19人    | 26人    | 0人    | 45人    |
| 中町   | 30世帯  | 32人    | 37人    | 0人    | 69人    |
| 九日町 | 30世帯  | 29人    | 42人    | 0人    | 71人    |
| 三日町 | 21世帯  | 23人    | 24人    | 0人    | 47人    |
| 荒町   | 29世帯  | 26人    | 35人    | 1人    | 61人    |
| 辺室山 | 37世帯  | 89人    | 127人   | 1人    | 216人   |
| 渋江   | 14世帯  | 21人    | 24人    | 0人    | 45人    |
| 合計   | 993世帯 | 1,362人 | 1,544人 | 14人   | 2,906人 |

## 施設
- 登米幼稚園（登米町寺池桜小路64-2）

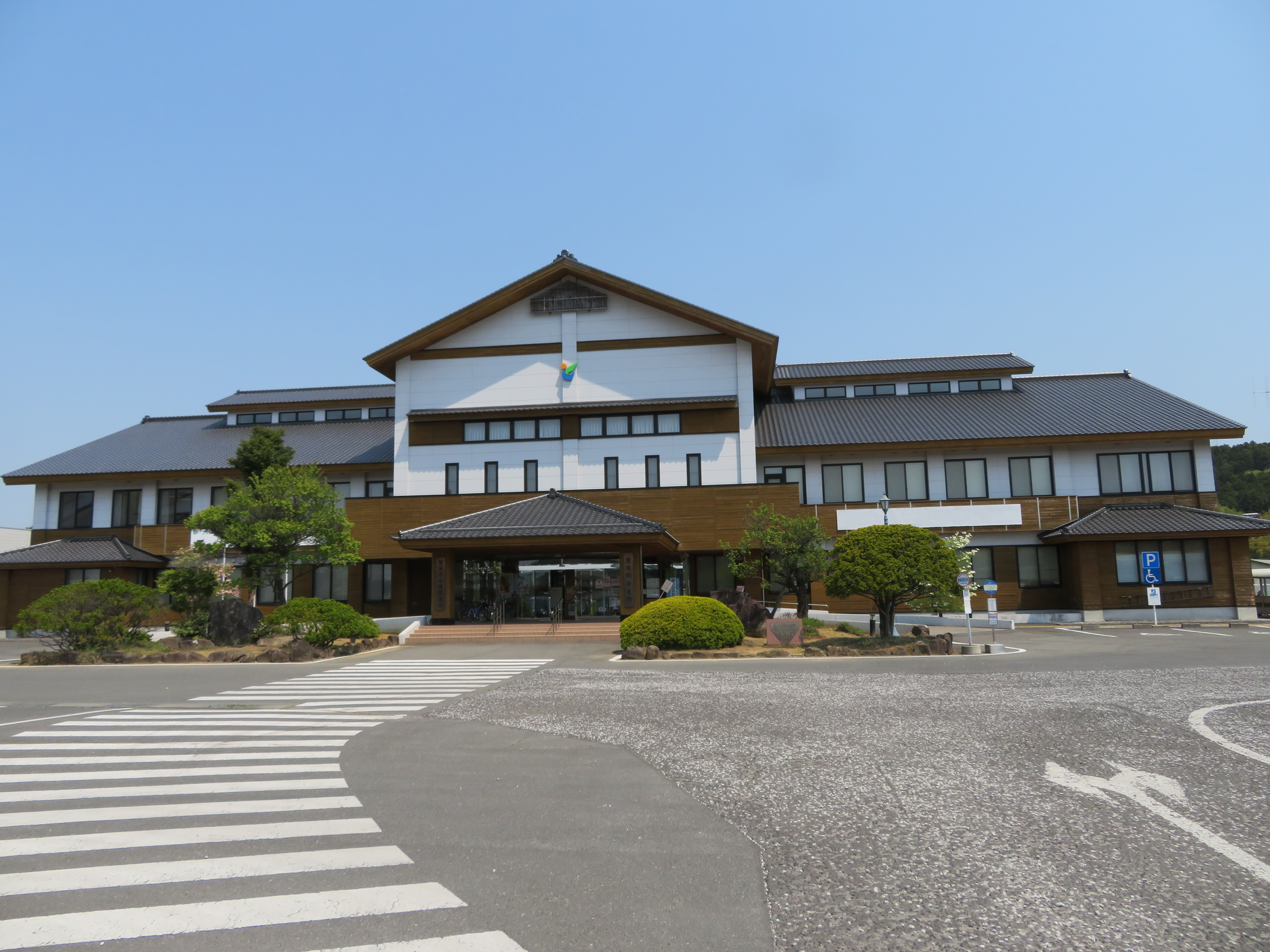
登米総合支所

- 仙台法務局登米支局（登米町寺池桜小路70-2）
- 仙台地方検察庁登米支部（登米町寺池桜小路70-2）
- 登米簡易裁判所（登米町寺池桜小路105-3）
- エスビー食品とよま蔵ジアム（登米町寺池目子待井10番地）[59]
- とよまSS（登米町寺池目子待井82番地）[60]
- 登米警察署（登米町寺池目子待井265番地）[47]
- 登米警察署署所在地交番（登米町寺池目子待井265番地）[47]
- 登米総合支所（登米町寺池目子待井381番地1）[61]
- 登米市立登米公民館（登米町寺池目子待井391番地）[62]
- 登米武道館（登米町寺池目子待井391番地）[63]
- 登米市立登米図書館（登米町寺池目子待井391番地）[64]

## 産業

### 企業
海老喜
登米町寺池三日町に所在する醤油・味噌・日本酒を製造、販売する企業である。天保4年に海老名喜三郎が味噌醤油の醸造をはじめたことを由来としており、海老喜の醸造は登米地域としては最も古い。

### 産業史
武家、とくに小禄の士の生活は決して豊かではなかった。そのため、武家であっても養蚕や農耕を営んで生計を立てていた。その後、明治維新に際して、政府は武家に対して帰農を勧奨したため、農業を営む者が漸次増加した。
北上川の舟便が石巻港から盛岡までひらけていた頃、寺池の地はその中間地点にあり、かつ登米郡・栗原郡・本吉郡の物資の集散地であったため、寺池の商況は活況を呈していた。そのピークは明治20年代から30年代の間であったとされるが、東北本線の開通および自動車の発達により陸上運輸の便が盛んになるにつれ、北上川の水運は著しく衰退し、それとともに寺池の商況もまた、衰退していくことになった。そのため、商家のなかでも農業に転業又は兼業する者があり、農家数はさらに増加していった。

## 交通

### 鉄道

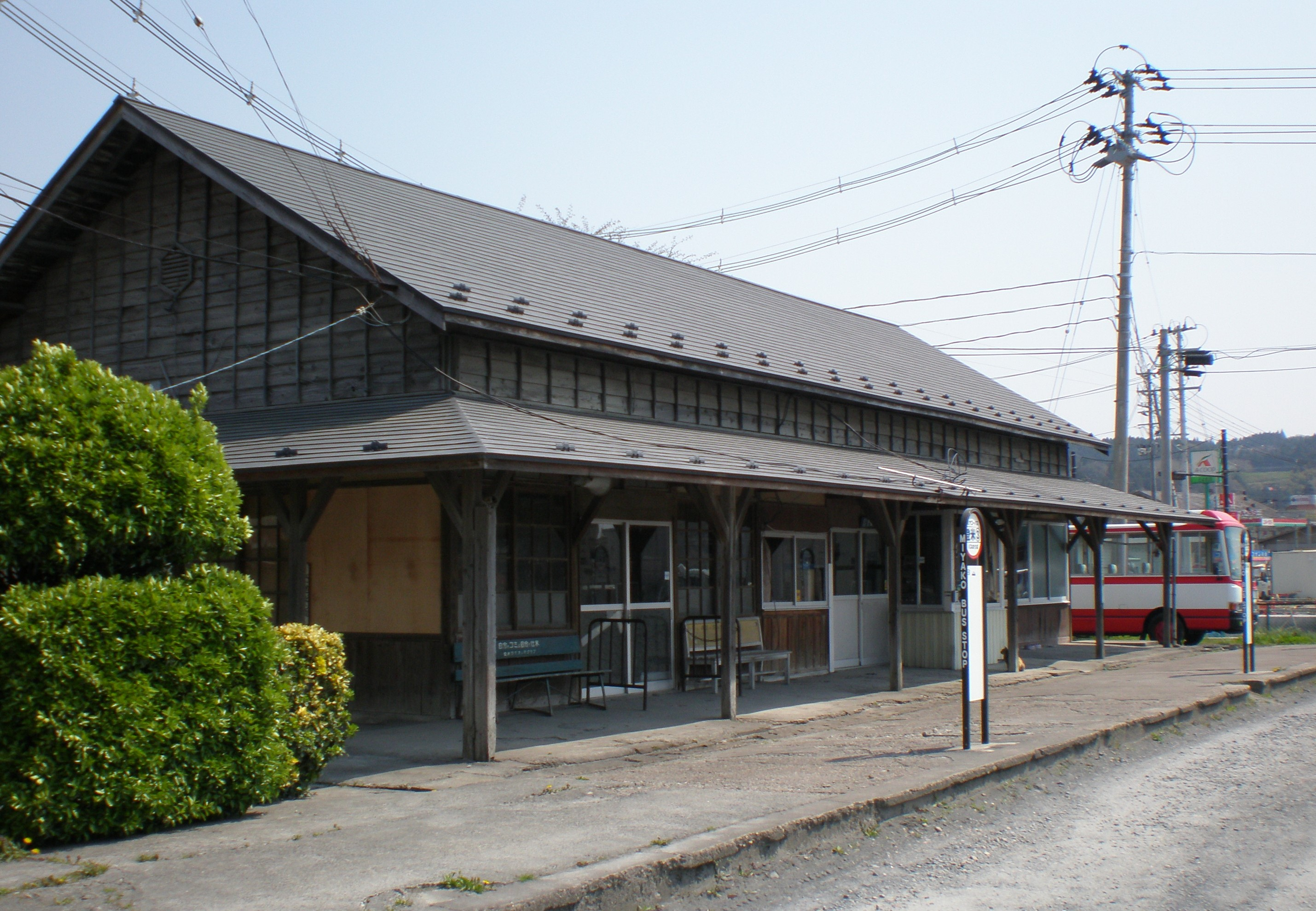
旧登米駅舎

域内に鉄道駅は存在しないが、1968年3月24日まで仙北鉄道登米線登米駅が存在していた。現在の最寄駅はJR気仙沼線柳津駅などが挙げられる。

### 道路
高速道路
三陸沿岸道路
一般国道
国道342号
主要地方道
宮城県道15号古川登米線
宮城県道36号築館登米線
一般県道
宮城県道257号河南登米線

## 教育

### 小・中学校の学区
登米市例規「登米市就学すべき学校の指定に関する規則」によれば、登米町寺池の小・中学校の学区は以下の通りとなる。
| 大字       | 字・番地 | 小学校             | 中学校             |
| ---------- | -------- | ------------------ | ------------------ |
| 登米町寺池 | 全域     | 登米市立登米小学校 | 登米市立登米中学校 |

### 教育史
登米伊達家9代の伊達村良は1764年（明和元年）12月に「学問を励み武芸を嗜むべき」旨の通達をし、学問の勧奨をした。現に、村良は1773年（安永2年）4月に星信好と都沢庄之丞を、1779年（安永8年）伊藤吉治を儒者として登用した。村良に続く、登米伊達家10代の伊達村幸も学問を奨励し、蓮沼三修を儒者として迎えた。しかし、村良の治世の後半では天明の飢饉が、村幸の代にも旱水害があり、生活が困窮するに至って、学問も衰えをみせた。
登米伊達氏は郷学を持たなかった。そのため、寺池には郷学の代わりとなるような私塾が存在していた。後小路には佐藤助右衛門、桜小路には星弥右衛門、下町には大槻吉次、三日町には大槻源右衛門、横丁には星亮策、上町には春日五郎左衛門、六軒町には大槻喜源太の塾が存在していた。このなかで、星亮策の塾は規模が大きく、他の塾の生徒数は30名から50名程度であったのに対し、星亮策の塾の生徒数は250名以上であった。星亮策は登米伊達家の家臣であったことから、星亮策の塾が郷学の肩代わりをしていたと推定されている。
明治期になり、学制が公布され、寺池を含む登米郡は第七大学区第二十中学区に編入された。1874年（明治7年）3月には、水沢県伝習所が設置され、宮城師範学校卒の三等訓導大石常雄が初代所長として着任した。寺池の養雲寺で伝習講座が開かれ、水沢県内から56人が受講した。伝習科目は国語、算術、地誌、歴史教授法等であった。卒業生には三等訓導の免許状が授与され、教員として勤務することが許された。1875年（明治8年）1月4日、校舎が一関へと移った。
1873年（明治6年）6月18日、第七大学区水沢県内第二十番中学区登米村第一番小学校が養雲寺を仮校舎として開校する。1876年（明治9年）5月には旧水沢県庁が登米村第一番小学校に下付され、これを校舎として使用開始する。この頃には、男生徒394人、女生徒83人を擁する県内最大規模の小学校となった。登米村第一番小学校は同年11月、登米村凌雲小学校に改称するも、後に登米小学校と改められ、1886年（明治19年）11月、登米高等小学校と登米尋常小学校に分割、そして小学校令を受けて、二つを合わせて校名を登米高等尋常小学校とする。その後、生徒数の増加と施設（旧水沢県庁）の頽廃が問題となり、寺池桜小路6番地に登米高等尋常小学校の校舎を建設することが決定された。新校舎は1888年（明治21年）10月に落成した。生徒数は増え続け、1900年（明治33年）には生徒数が1,000人を超えた。それに伴い、1898年（明治31年）2月に二号校舎、1902年（明治35年）9月に三号校舎が落成した。昭和初期になると、教育の場に国家主義的性格があらわれるようになり、登米尋常小学校は1941年4月1日、登米国民学校に改称、1944年4月1日、養護学級を設けた。学童集団疎開により、1944年9月には東京都桃井第三国民学校および桃井第四国民学校の児童が来校する。戦後、1947年（昭和22年）4月1日、登米国民学校が登米町立登米小学校と校名を変更する。

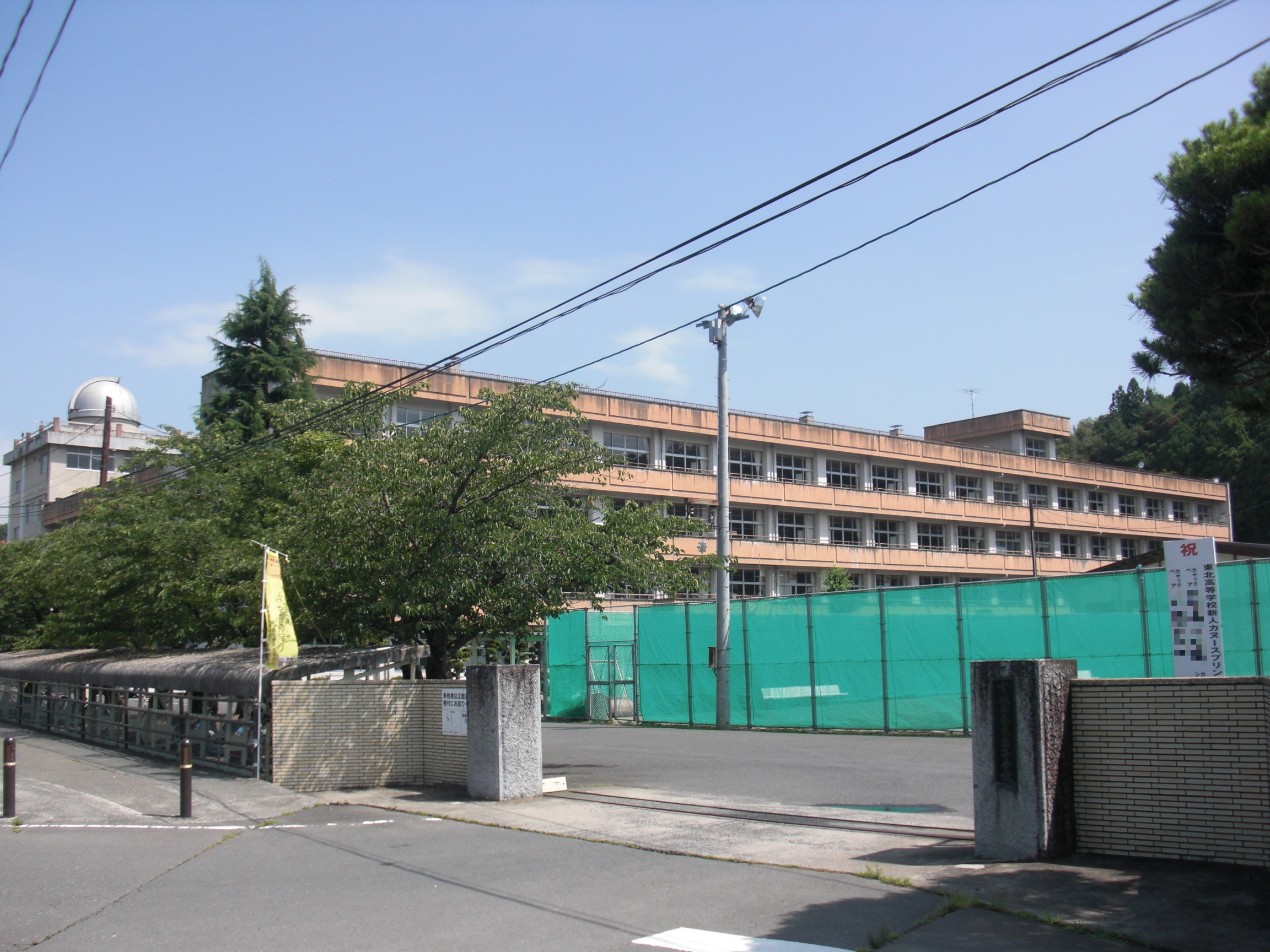
宮城県登米高等学校

1920年（大正9年）4月1日、登米町立登米実科高等女学校が登米尋常高等小学校二号校舎内に設置される。しかし、独立校舎建設問題と県立移管の気運がおこり、1927年（昭和2年）3月31日に廃校となった。その後、登米町は登米郡内町村長、本吉郡、栗原郡関係町村に呼び掛け賛成を得て、県立高等女学校建設委員会を設けて誘致運動を開始した。その結果、県立高等女学校設置が議決され、1927年4月1日に宮城県登米高等女学校が設置された。1948年（昭和23年）4月15日、学制改革により、宮城県登米高等女学校が男女共学の高校として宮城県登米高等学校として新しく発足した。

## 文化財
旧登米高等尋常小学校校舎
2024年8月末現在は教育資料館として使用されており、1963年（昭和38年）7月2日に宮城県重要文化財に指定され、1981年（昭和56年）6月に国の重要文化財に指定された。この校舎は1888年（明治21年）10月に竣工したもので、6,287円という膨大な金を使って建設された。建築委員長は登米伊達家14代当主伊達基寧で設計は宮城県技手の山添喜三郎、監督は佐藤朝吉、材料提供者は三島秀之助であった。校舎は木造二階建て、白木造で中央校舎の両端から南方に校舎が延びてコの字形配置をなし、さらにその両端に平屋造り半六角形の昇降口が付けられている。建物の大きさは東西23間、東西の両翼は南へ長さ11間、建築面積255坪となっている。内部は廊下と階段をのぞいてほとんどが横4間縦5間の普通教室となっている。各室は漆喰仕上げの壁をもって仕切られ、他の周辺はガラス戸を多くしている。校舎正面入口の赤煉瓦造りの門（赤門）は1978年の宮城県沖地震で倒壊したため、国指定から外れている。
旧水沢県庁庁舎
2024年9月現在は水沢県庁記念館として使用されており、1976年（昭和51年）5月に登米町の文化財に指定された。明治4年7月に着工され、明治5年7月27日に開庁式が行われた。初めは登米県庁舎として着工されたものであるが、登米の地が明治4年11月に一関県に、同年12月に水沢県となったことから、明治8年9月までの約3年間にわたり、水沢県庁として使用されることとなった。水沢県庁が明治8年9月に一関へと移った後には、登米小学校（明治9年5月から明治21年10月）、登米裁判所（明治22年7月〜昭和33年8月）、老人福祉センターとして使用された。
旧登米警察署庁舎
明治22年竣工で設計は山添喜三郎が担当した。木造2階建て下見板張り白ペンキ塗り、寄棟の茅葺屋根である。突き出した玄関は上下階とも吹き抜けで、屋根はペディメントで鬼瓦が載せてある。
覚乗寺高台院霊屋
県指定重要文化財であり、現在のものは1968年（昭和43年）に解体復元されたものである。桃山様式による霊屋造りの秀作として、価値が認められて県の重要文化財として指定された。廟は方三間素木単層宝形造り杮葺で前面に一間の向拝とその両側に縁をつけてある。
登米の大柳
登米町寺池桜小路大手前に所在。宮城県指定の天然記念物で古くは馬繋ぎの柳と呼称された。ユウキシダレの雄木で樹高約25m、幹回りは根元で5.6m、胸高で3.6mある。樹齢は150年と推定されているが、一説には200年以上というものもいる。

## 寺社・仏閣

### 神社
- 登米神社 - 登米町寺池道場に所在[90]。応神天皇を祭神とする[90]。登米県庁が登米町に設置された際に稲荷神社を合祀して、八幡神社は登米神社と改称された[91]。1873年5月に県社に列せられた[91]。祭日は陰暦8月15日と4月20日[90]。八幡神社は、伝説によれば、安倍頼時が謀反を起こし、源頼義が追討使として派遣され、安倍頼期を滅ぼした際に、奥州の所々に勧請した八幡宮の一つであるとされる[92]。しかし、登米町誌はこのことについて虚構であるとし、実際は鎌倉御家人の子孫が源家への服属を表すために勧請したことが八幡宮の由来であろうと推測している[93]。嘉応年間には藤原秀衡が修繕を加え、地方の総鎮守としており、藤原泰衡滅亡後に領主となった葛西清重も八幡神社を領内の総鎮守、葛西家の守護神とした[94]。1571年（元亀2年）には、葛西家重臣の小野寺重五郎宗重を京都に派遣して、陸奥国正一位八幡の宣旨を拝受し、重く祭祀した[94][91]。1590年に葛西家が没落すると寺池の城市は廃頽し、八幡神社も兵火にかかり、ことごとく宮祠が焼かれ、わずかに神体と什宝の1,2点を残すだけとなった[91]。しかし、白石宗直が寺池の領主となると八幡神社が修復され、領内の総鎮守としてあがめられることとなった[91]。
  - 稲荷神社 - 創立は平安時代末期とされ、古くから道場山に小祀を建て、伊東朝日巫と称する者が信仰し使えていた[95]。しかし、1590年に葛西氏が没落し、戦乱のため宮殿が兵火にかかり、焼失した[95]。白石宗直が水沢から寺池に移ってから、修復され、市中の鎮守として商家から深く信仰された[96]。1873年4月に神霊を八幡神社に合祀され、県社に列せられた[96]。その後、旧神殿は神楽殿として存立していたが、湿害・虫害などのため自然体破し、1902年に取り壊された[96]。現在は旧址が残るのみである[96]。
- 清瀧神社 - 登米町寺池上町に所在[97]。真福廃寺跡にあった六仏閣の一つで、その中でも唯一残った堂である[97]。祭神は素戔嗚之命で祭日は陰暦3月21日と9月21日[97]。
- 秋葉権現 - 登米町寺池館山に所在[98]。もとは火防の守護神で北上川河川敷大橋の付近に祀られていたが昭和初期に現在位置に遷された[98]。
- 山神社 - 登米町寺池金沢に所在[99]。祭日は2月初午の日[99]。
- 下り松の大日如来 - 登米町寺池下り松に所在[99]。修験南光院跡と思われる[99]。本尊は元禄期に造られた大日如来像で祭日は9月18日[99]。
- 牛頭天王社 - 登米町寺池中町、金谷土堤下に所在[100]。修験左善坊跡と思われる[100]。金谷土堤の大欅の下にあったが、堤防拡張のため、本覚寺総門脇に移された[100]。

### 寺
- 狐峰山本覚寺 - 浄土宗鎮西派の寺院で登米町寺池道場9番地に所在[101]。1597年（慶長2年）に常福寺照誉上人が奥州巡遊の折、寺池に本覚寺を建立したことを由来とする[101]。本尊は阿弥陀如来坐像[101]。この阿弥陀像は「為柴家六親眷族」と刻字されており、室町時代末の作と言われる[102]。慶應2年3月19日の大火では、弥陀三像と若干の仏像・仏具を持ち出しただけで他は全焼した[102]。
- 桁淵寺龍源寺 - 曹洞宗の寺院で登米町寺池道場12番地に所在[103]。1483年（文明15年）に周鼎中易が平沢山龍淵寺として開山した寺院である[103]。本尊は釈迦牟尼仏[104]。創建当初は隠棲する程度のものであったとされ、たちまち荒廃したが、上品山のほとりに寓止していた天以乾済が桁淵山龍源寺として、1530年に再興した[104]。そして葛西清重がこれを保護し、以降、葛西家の菩提寺となった[104]。
- 鹿妻山専称寺 - 時宗の寺院で登米町寺池道場14番地に所在[105]。本尊を阿弥陀如来とする[106]。遊行五代他阿上人安国和尚が奥州巡錫の時、日和山城主であった葛西清貞の帰依を受け、1334年（建武元年）、牡鹿郡鹿妻の地に千勝寺という寺院を建て、葛西晴胤が寺池に移った際に千勝寺も寺池の地に移り、名を鹿妻山専称寺と改めたことを由来とする[106]。明治期には寺領が没収され、かつ檀家僅少のため維持困難となった[107]。さらに戦後、農地解放によって寺の運営が頓挫したが、1958年（昭和33年）8月、信教尼が晋住してから、境内・伽藍・墓地が整備され、本堂の大改修が行われるなど、昔日に変わる専称寺となった[107]。
- 太白山養雲寺 - 単立の寺院で登米町寺池道場19番地に所在[108]。本尊を釈迦牟尼仏とする[108]。1488年（長享2年）、白石に創建されたことを起源とする[108]。その後、様々なところへと移ったが1604年（慶長9年）には白石宗直に従って寺池へと移った[109]。1948年（昭和23年）、曹洞宗教団を離脱し、単立寺院となった[110]。
- 相承寺 - 宮城県唯一の日蓮宗寺院で登米町寺池桜小路114番地3に位置する[111]。明治後期に河内喜作が建立したが、無住が続いている[111]。
- 覚乗寺高台院霊屋 - 登米町寺池上町35番地に位置する[112]。伊達宗倫を祀る御廟であり、1672年（寛文12年）に建立された[113]。
- 古館神明宮 - 登米町寺池金沢山に位置する[113]。寺池城築城時に鎮守として祀られた堂である[113]。本尊は青面金剛童子（蔵王権現）で病魔・病鬼退散の神として信仰されていた[113]。

### 廃寺院
- 銅谷神社 - 登米町寺池銅谷に所在[114]。1908年（明治41年）12月16日に廃止[114]。
- 清瀧山真福寺 - 登米町寺池上町に所在していた真言宗寺院[115]。初めては蛭沢山真福寺と称していた[115]。1326年（嘉永元年）に葛西家の帰依を得て、京都醍醐報恩院の末寺として真瑜法印が開山したといわれている[115]。しかし、葛西家の滅亡に伴い、開山から10代で伽藍と法灯が消滅した[115]。そこから住僧が伊達家に嘆願し、仙台の地に復興することができた[115]。現在は仙台市若林区土樋にある時宗広沢山真福寺として存在している[115]。清瀧権現[注 9]、愛宕堂、文殊堂、千手観音堂、子安観音堂、薬師堂の計六堂の附属仏閣が存在していた[116]。
- 鉄川山覚乗寺 - 登米町寺池上町35番地に所在していた真言宗の寺院である[117]。
- 真珠院明了寺 - 登米町寺池鉄山に所在していた寺院である[118]。開山年代、住僧、宗派、廃絶年代の全てが不明であるが、覚乗寺建立の折、明了寺の復興という名目で建てていたため、往時に存立していたことは確実である[118]。寺池の地名の由来と関わりをもっている寺であると考えられている（#地名の由来を参照）。

## 災害
1952年の大火
1952年5月16日の早朝、西の強風が吹くなか、前舟橋から出火し、風下の茅葺の家屋へと次々へと飛び火し、大火となった。死者1人、負傷者7人、全焼53棟、罹災戸数30戸、損害額4,000万円の被害を出した。類焼家屋の多くは茅葺の武家屋敷で、多くの文化財が灰燼に帰すこととなった。

### 東日本大震災
登米総合支所は2011年3月11日当時、支所長を含む21人体制で業務を行っていた。地震が発生した後、登米総合支所では地盤沈下が発生して、駐車場に亀裂と段差が生じる、油配管用トラフが沈下するといった被害を被ったものの、庁舎機能は失われていなかったため、支所長の命で災害対策支部を設置した。停電と電話の不通により、情報を得ることは困難であったが、消防団や行政区長、自主防災組織の協力のもと、登米地域の被災状況を把握することができた。12日午前11時頃には、南三陸町役場職員2人が来庁し救援を要請した。これに応える形で登米総合支所職員と消防団員を南三陸町へと派遣し、炊き出しなどを行った。同日夜、再び南三陸町役場職員が来庁し、南三陸町立戸倉中学校の児童を登米地域に避難させることを要請した。即日、市長の許可を得て、13日、戸倉中学校の児童らを登米中学校へと避難させた。
3月17日には、電気が復旧したため、登米市内に住んでいる住民らは次第に帰宅していったが、南三陸町から避難してきた住民は帰宅することができなかった。

## 人物
- 佐藤琢治 - 登米町寺池後小路出身の政治家[123]。1863年（文久3年）、登米伊達氏の家臣である佐藤弥右衛門の次男として生まれた[123]。1883年（明治16年）には東京へと上京し、明治法律学校に入った[123]。1885年（明治18年）には山口俊太と自由民権を唱え、雑誌通信録を発刊するも、新聞紙条例違反として石川島に投獄された[123]。1888年（明治21年）には保安条例によって東京を追放され、名古屋へと移った[123]。1898年（明治31年）、第6回衆議院議員総選挙に当選し、衆議院議員に選出された[123]。
- 佐藤三千夫 - 1900年（明治33年）1月2日に登米町寺池九日町五番町にて生まれた反戦運動家である[124]。登米高等尋常小学校を卒業した後、1913年（大正2年）4月に宮城県佐沼中学校に入学するも、4年生のときに同盟休校を行い、退学処分が下され、東北中学校に編入学した[124]。1919年（大正8年）7月、ウラジオストクに渡り、材木商で働く傍ら、現地の日本人とシベリア出兵に対する反戦グループを作り、日本兵に戦争の中止と帰国を呼びかける反戦ビラをまく仕事をした[124]。現在では、その功績を讃え、道場山に佐藤三千夫記念碑が建てられている[125]。
- 首藤陸三 - 登米町寺池前小路出身の政治家[126]。一族は登米伊達家に代々使えており、米城と号した[126]。1868年（明治元年）に上京して、東京都早稲田の明治新塾及び共立英学会で英語を学んだ[126]。1880年（明治13年）9月に宮城県議会議員に選出され、1893年（明治26年）に衆議院議員に当選した[127]。
- 渡辺政人 - 登米町日根牛五郎峯出身の実業家[128]。登米町高等小学校を卒業した後、台湾にいる兄を頼り渡台し、嘉義庁坤圳聯合会の書記になった[128]。その後、上京して正則英語学校、堀口数学校、麻布学館、工手学校建築科、明治大学商学部で学んだ[128]。1918年（大正7年）春に明治大学を卒業し、同年9月日本鋼管に入社する[128]。1946年4月には同社の社長となり、昭和天皇に太平洋戦争の兵器処理と戦後の鉄鋼業について奏上したこともある[129]。戦時中には、登米大橋の設置に尽力した[128]。1957年（昭和32年）、東北開発の初代総裁に就任[129]。1961年（昭和36年）には、登米懐古館を寄贈した[129]。